# 許貞淑

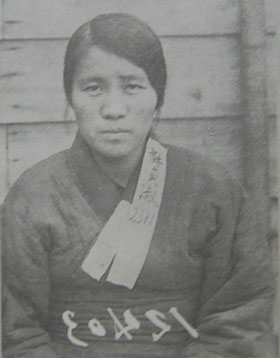
許貞淑於約1926年

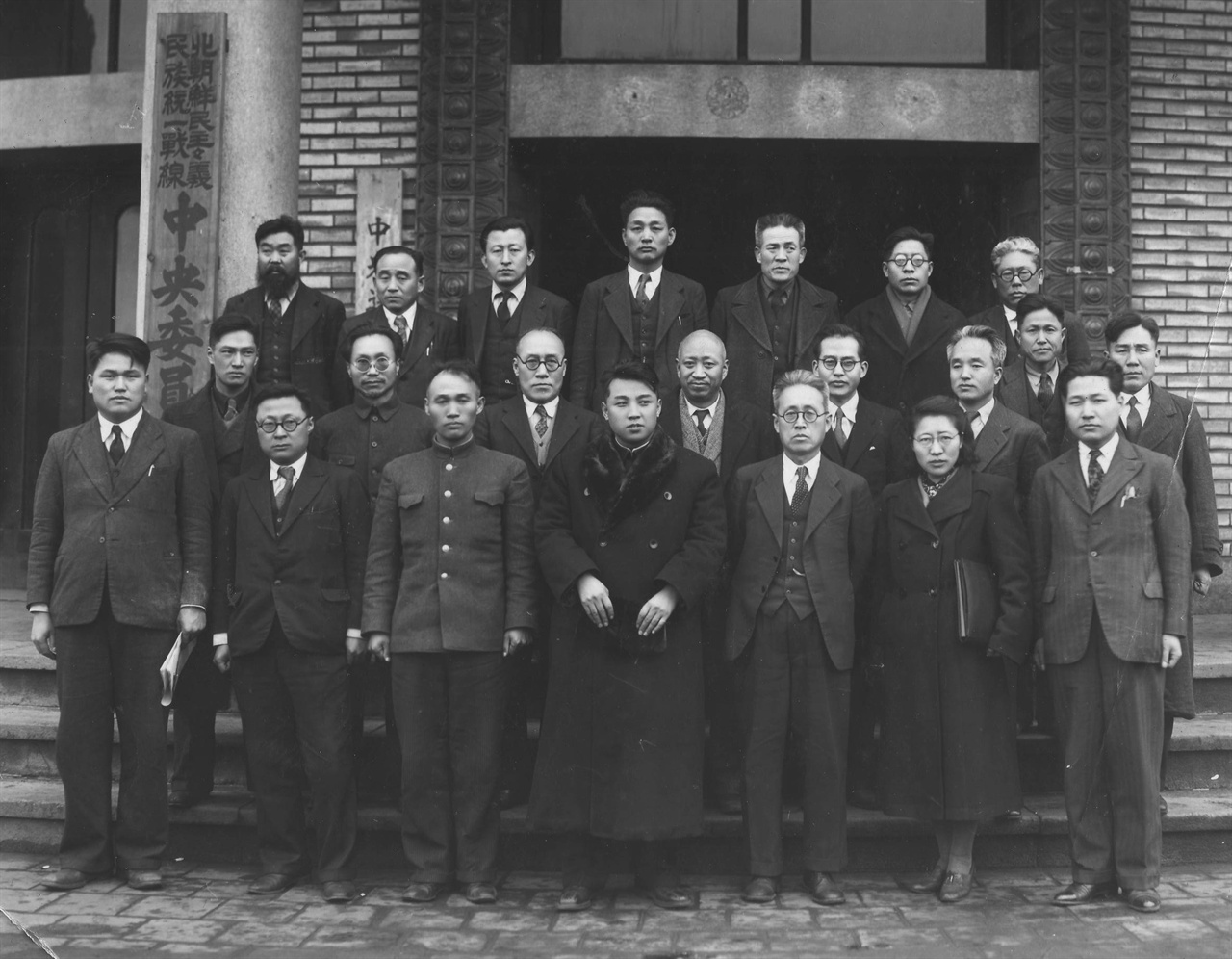
1947年7月，北朝鮮民主主義民族統一戰線合照。前排左起韓炳玉、康良煜、金策、金日成、洪箕疇、許貞淑、李康国

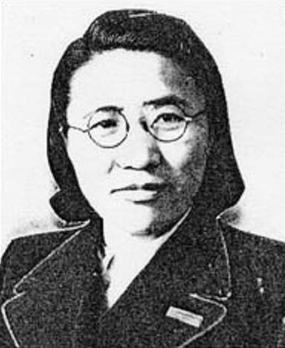
許貞淑於1945年

許貞淑（文化語：、1902年7月16日—1991年6月5日），本名貞子（韓語：정자） ，號秀嘉伊（韓語：수가이），生于首爾，朝鮮共產黨標誌的女政治人物，性解放运动代表人物，自由戀愛主義者，性自由者、性愛分家者。1948年歷任朝鮮民主主義人民共和国要職，包括保健部長（1948年－1957年）、兼文化宣傳部副部長（1948年）、文化宣傳部長（1949年）、司法部長（1957年－1959年）。

## 生平
小時赴日本東京学习神學，但不適應，而后回國。1920年赴中國上海公共租界，1921年上海外國語學校结业。回國后在朝鲜共产党致力于女性主義活动。她在女性解放运动和自由聯愛運動担任，1924年加入朝鲜共产党。1926年－1927年留学美國。
1945年担任朝鲜共产党的妇女部長和宣傳部部長。1948年8月任朝鮮最高人民會議议員，9月任朝鮮政务院的保健部長兼文化宣傳部副部長，1949年任政务院文化宣傳部長，1957年任司法部長。1959年12月－1961年11月任最高裁判所裁判長。1972年－1990年任朝鮮最高人民会议副议長。

## 家庭
父亲許憲，律师；次女。
丈夫崔昌益在八月宗派事件被金日成肅清，但本人倒不受牽連。

## 著作
- 在中恩惠的愛（은혜로운 사랑 속에서）
- 民主建國的每日（민주건국의 나날에）
- 爲大的愛情之再念（위대한 사랑의 력사를 되새기며）

## 外部連結
- 許貞淑:britannica 
- 許貞淑 
- 許貞淑[] 
- [정치] 노여류혁명가 허정숙 여사를 추모하여[] 